# Ziańkiwci (obwód chmielnicki)
Ziańkiwci (ukr. Зяньківці, hist. pol. Ziańkowce) – wieś na Ukrainie, w obwodzie chmielnickim, w rejonie chmielnickim, w hromadzie Derażnia. W 2001 liczyła 786 mieszkańców, spośród których 775 wskazało jako ojczysty język ukraiński, a 11 rosyjski.